# Булакбаши
Булакбаши́ (узб. Булоқбоши, Buloqboshi) — городской посёлок, административный центр Булакбашинского района Андижанской области Узбекистана.

## История
В царской России Булакбаши был административным центром Булакбашинской волости Ошского уезда Ферганской области. Статус городского посёлка получил в 2009 году.

## География
Булакбаши расположен на левом берегу реки Карадарья, в 20 км на юго-восток от Намангана.

## Население
Население на 1989 год — 8100 человек.